# Philoponella mollis
Philoponella mollis là một loài nhện trong họ Uloboridae.
Loài này thuộc chi Philoponella. Philoponella mollis được Tord Tamerlan Teodor Thorell miêu tả năm 1895.